# Jens Staubrand
Jens Staubrand (født 28. august 1947 i Glostrup) er en dansk forlægger, forfatter og filosof.
Staubrand blev uddannet som klejnsmed i 1967, inden han begyndte at læse på universitetet. Han er magister (mag.art.) i filosofi fra Københavns Universitet på en afhandling om Søren Kierkegaard og Mozarts opera Don Giovanni. Han har skrevet artikler og bøger om kunst og kultur, og har været producer og producent på en lang række kulturelle produktioner i ind- og udland. Han er i dag leder af Stauer Publishing.

## Andet
- Dramatiseret H.C. Andersens Lykke-Peer. Musikledsaget oplæsningsarrangement. 2021
- Kurator på udstillingen ‘Forfatteren Asger Jorn’; redaktør og design af udstillingens program og plakat, Det Kongelige Bibliotek, København Denmark, efteråret 1992.
- Dramatiseret Søren Kierkegaards Johannes Forførerens Dagbog til scenisk brug. Har været opført i Danmark og en række europæiske byer: Paris og Rambouillet, Berlin , Oslo , London , Athen,; Riga og Stockholm.
- Dramatiseret Søren Kierkegaard og Regine Olsens kærlighedshistorie til scenisk brug. Har været opført i Danmark.
- Producent på CD'erne: Søren Kierkegaard Set to Music, Kierkegaard – Forførerens Dagbog med musik af Sofia Gubaidulina (på dansk) og Kierkegaard – Forførerens Dagbog med musik af Mozart (på græsk).